# Murmillo

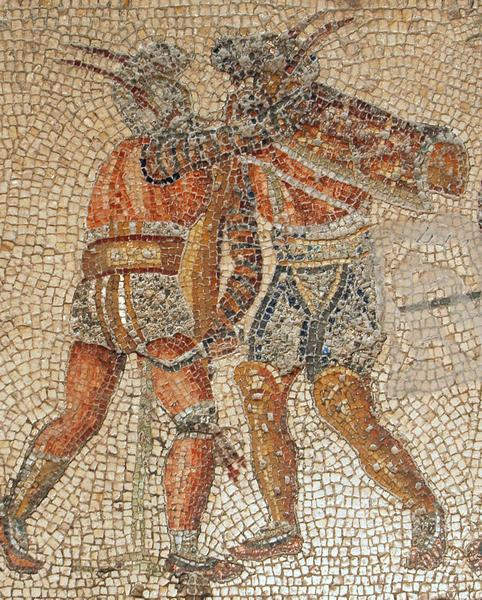
Murmillo (stânga) luptând cu un Thrax (trac, în dreapta). Mozaicul de la Zliten, Libia

Murmillo (uneori scris mirmillo sau myrmillo, pl. murmillones) era un tip de gladiator în perioada Imperiului Roman. 

## Date generale
Acest tip de gladiator adoptat la începutul perioadei imperiale i-a înlocuit pe gali și a fost denumit după luptători gali. În timpul lui Augustus, galii erau deja integrați în imperiul roman, de aceea nu puteau fi considerați dușmani și folosiți ca gladiatori.